# Berufsschutz
Der sogenannte Berufsschutz ist ein Begriff aus dem Recht der deutschen gesetzlichen Rentenversicherung. Nur wer Berufsschutz genießt, konnte eine Berufsunfähigkeitsrente nach altem, bis zum 31. Dezember 2000 geltenden Recht erhalten oder kann – sofern er vor dem 2. Januar 1961 geboren ist – eine Rente wegen teilweiser Erwerbsminderung bei Berufsunfähigkeit erhalten.
Hierbei ist zunächst ein Hauptberuf zu ermitteln, wofür nur versicherungspflichtige Tätigkeiten heranzuziehen sind. Maßgebend ist die zuletzt auf Dauer angelegte versicherungspflichtige Tätigkeit. Es muss sich um eine Tätigkeit handeln, für die eine vorgeschriebene Ausbildung erfolgreich durchlaufen wurde. Neben dieser formellen Ausbildung gibt es aber im Arbeitsleben auch die Möglichkeit, sich theoretische und praktische Kenntnisse durch entsprechende (vollwertige) Tätigkeiten anzueignen. Dann müssen diese Tätigkeiten tatsächlich verrichtet und eine entsprechende tarifliche Einstufung erfolgt sein. Der Berufsschutz wird in verschiedenen Stufen gewährt, vom Meister/Facharbeiter bis zum Angelernten, bzw. vom Akademiker über den höheren Angestellten bis zum Angelernten; Ungelernte haben keinen Berufsschutz (sog. 4-Stufenschema des Bundessozialgerichtes). Ein Versicherter, der seinen Beruf aus gesundheitlichen Gründen nicht mehr ausüben kann, darf nur auf Tätigkeiten der jeweils niedrigeren Stufe verwiesen werden.
Verlust des Berufschutzes tritt durch freiwillige Lösung vom bisherigen Beruf ein. Das ist dann der Fall, wenn sich der Versicherte einer anderen (auch) niederwertigeren Tätigkeit auf Dauer freiwillig zugewandt hat. Waren hingegen gesundheitliche Gründe maßgebend, tritt kein Verlust des Berufschutzes ein. Liegt ein Arbeitsplatzverlust vor, kommt es darauf an, ob sich der Versicherte damit abgefunden oder versucht hat, wieder in den alten Beruf zurückzukehren (z. B. durch Bewerbungen). Je länger die alte Tätigkeit zurückliegt, umso wahrscheinlicher ist die Lösung und der Verlust des Berufschutzes.